# Ано Еклисия (дем Гревена)
Ано Еклисия, още Горно Видище или Горна Вивища (на гръцки: Άνω Εκκλησία), е село в Република Гърция, в дем Гревена, административна област Западна Македония.

## География
Селото е разположено на 990 m надморска височина на около 19 km северозападно от град Гревена. На 1 km северозападно се намира старото селище Еклисия. Често двете села са наричани с общото име Еклесиес (Εκκλησιές, в превод Църкви).

## История
Селището е основано през 70-те години на XX век от жители на старото село Еклисия с цел по-добри комуникации и по-голяма близост с град Гревена. Новото селище Ано Еклисия (Горна Еклисия) е разположено на главния районен път Агиос Космас – Гревена.
| Година    | 1913 | 1920 | 1928 | 1940 | 1951 | 1961 | 1971 | 1981 | 1991 | 2001 | 2011 | 2021 |
| --------- | ---- | ---- | ---- | ---- | ---- | ---- | ---- | ---- | ---- | ---- | ---- | ---- |
| Население |      |      |      |      |      |      |      | 17   | 27   | 79   | 25   | 19   |